# Goonallica griseafulgens
Goonallica griseafulgens là một loài bướm đêm trong họ Noctuidae.